# Hippotion pallida
Hippotion pallida är en fjärilsart som beskrevs av Tutt 1904. Hippotion pallida ingår i släktet Hippotion och familjen svärmare. Inga underarter finns listade i Catalogue of Life.